# Монодромия

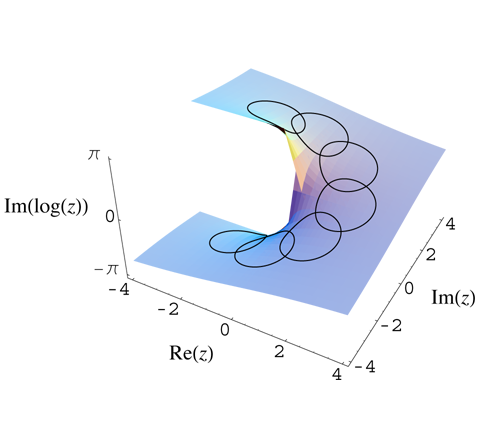
Монодромия комплексного логарифма

В математике монодро́ми́ей называется явление, состоящее в преобразовании некоторого объекта при обнесении его вдоль нетривиального замкнутого пути.

## История

формула Эйлера

Открытие монодромии восходит к спору Д’Аламбера и Эйлера о том, какие значения принимает логарифм на отрицательных числах. Логарифм не может быть определён в нуле, поэтому для того, чтобы дать ответ на этот вопрос, необходимо выйти в комплексную область. На ненулевые комплексные числа логарифм распространяется при помощи аналитического продолжения. Во времена Эйлера эта техника ещё не была формализована, и он руководствовался носящей его имя формулой (известной, однако, ещё Котсу): {\displaystyle \log(\cos x+i\sin x)=ix}. Если вещественное число {\displaystyle x} пробегает отрезок от {\displaystyle 0} до {\displaystyle \pi }, то точка {\displaystyle z=\cos x+i\sin x} пробегает верхнюю половину единичной окружности в комплексной плоскости, и при {\displaystyle x=\pi } имеем {\displaystyle z=-1}. С другой стороны, {\displaystyle \log z=ix} при этом пробегает отрезок мнимой оси от {\displaystyle 0} до {\displaystyle i\pi }, так что естественно считать, что {\displaystyle \log(-1)=i\pi }.

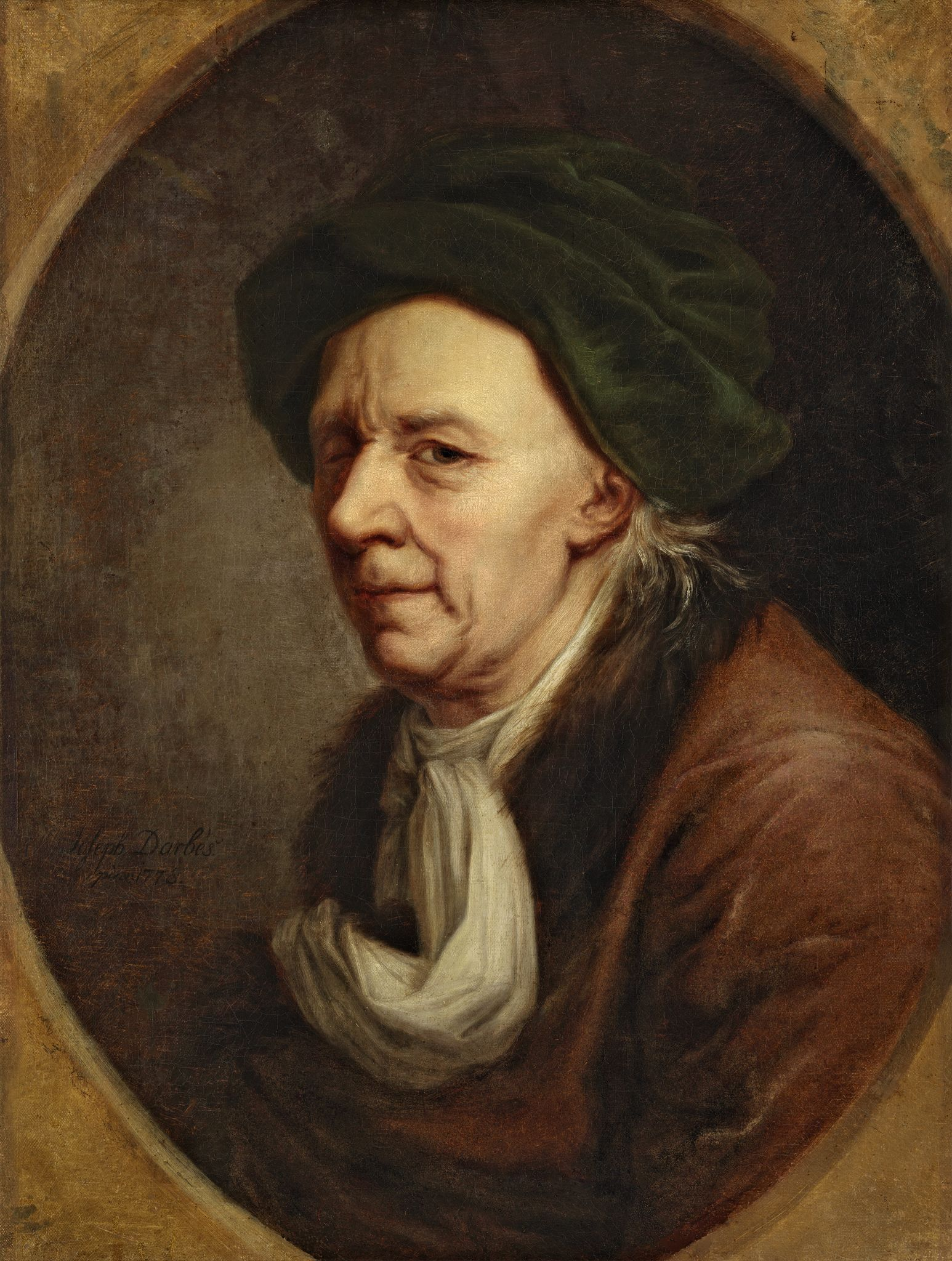
Эйлер был первым математиком, понявшим значение монодромии

Однако если не ограничиваться полуокружностью, а позволить точке {\displaystyle z} пробежать всю окружность, то соответствующая точка {\displaystyle x}, легко видеть, должна будет пробежать от {\displaystyle 0} до {\displaystyle 2\pi }, и тем самым логарифм пробежит отрезок от {\displaystyle 0} до {\displaystyle 2\pi i}. Стало быть, с точки зрения Эйлера, необходимо позволить комплексному логарифму {\displaystyle \mathrm {Log} ~1} принимать как значение {\displaystyle 0}, так и значение {\displaystyle 2\pi i} — а позволяя обходить единичную окружность сколько угодно раз в любом направлении, то и все значения {\displaystyle 2\pi in} для всевозможных целых чисел {\displaystyle n}. Для решения этой проблемы Эйлеру пришлось признавать, что комплексный логарифм есть «многозначная функция» — понятие, строго определённое Риманом через много лет.

## Демистификация «логарифма как многозначной функции»: монодромия дифференциальных уравнений
С точки зрения современной математики, решение этой проблемы в следующем. Формула Котеса — Эйлера {\displaystyle \log(\cos x+i\sin x)=ix} есть немногим более, чем способ сказать, что логарифм удовлетворяет дифференциальному уравнению {\displaystyle y'(x)=1/x}. Если представлять функцию как её график, то геометрически это означает, что в точке {\displaystyle (x,y)\in \mathbb {C} ^{2}} график логарифма касается прямой, натянутой на вектор {\displaystyle \partial _{x}+\partial _{y}/x}, где {\displaystyle \partial _{x},~\partial _{y}} — единичные вектора, направленные вдоль координатных осей. Когда {\displaystyle x,y\in \mathbb {R} }, {\displaystyle x>0}, интегральные кривые такого векторного поля пересекают каждую вертикальную прямую по одному разу, и тем самым являются графиками функций, которые в действительности суть функции {\displaystyle y(x)=\log x+C}. Зная начальное условие {\displaystyle y(1)=0}, это позволяет восстановить, что такое логарифм.
Вместе с тем, если рассмотреть векторное поле {\displaystyle \partial _{x}+\partial _{y}/x} как голоморфное векторное поле на {\displaystyle \mathbb {C} ^{2}} (не определённое при {\displaystyle x=0}), то его интегральные кривые, хотя и будут хорошо определёнными голоморфными кривыми в {\displaystyle \mathbb {C} ^{2}}, не будут графиками никакой функции {\displaystyle y=y(x)}: каждую прямую вида {\displaystyle x=C} интегральные кривые этого поля пересекают в бесконечном множестве точек, отличающихся друг от друга сдвигом на вектор {\displaystyle (0,2\pi in)}.
С точки зрения теории дифференциальных уравнений, полезно рассматривать эту картинку не как плоскость, а как тривиальное расслоение со слоем {\displaystyle \mathbb {C} } над сферой Римана с несколькими проколами (в данном случае в точках {\displaystyle 0} и {\displaystyle \infty }). Топологически сфера Римана с двумя проколами является кольцом {\displaystyle S^{1}\times (-1,+1)}, и потому её фундаментальная группа изоморфна {\displaystyle \pi _{1}(S^{1})=\mathbb {Z} }. Образующей этой группы служит гомотопический класс единичной окружности; при обнесении вокруг единичной окружности решение дифференциального уравнения сдвигается на {\displaystyle 2\pi i}. Это формально говорится следующим образом: монодромией дифференциального уравнения {\displaystyle y'(x)=1/x} является представление циклической группы {\displaystyle \mathbb {Z} }, отправляющей образующую в сдвиг на {\displaystyle 2\pi i}. Действие определяется следующим образом: точка {\displaystyle (x,y)} воспринимается как граничное условие дифференциального уравнения в ограничении его на нашу петлю, решение аналитически продолжается вдоль петли, и при возвращении в начальную точку определяет какое-то новое значение в ней. Преобразование слоя, переводящее изначальное граничное условие в результат аналитического продолжения, называется преобразованием монодромии.

Андрей Болибрух

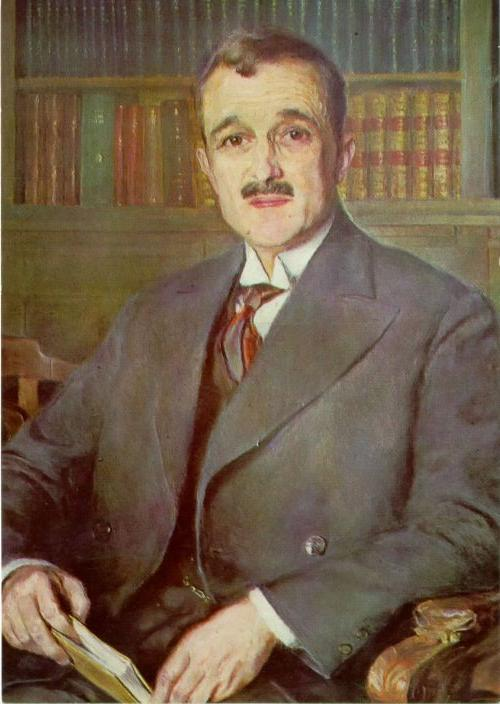
Йосип Племель

Особый интерес представляет монодромия линейных фуксовых уравнений. В данном случае ответом будет не одна функция, а несколько, то есть сечение расслоения со слоем не {\displaystyle \mathbb {C} }, а {\displaystyle \mathbb {C} ^{n}}. Кроме того, поскольку уравнение линейное, аналитическое продолжение решения вокруг замкнутой петли будут определять не абы какие голоморфные преобразования {\displaystyle \mathbb {C} ^{n}}, а линейные. Таким образом, монодромия линейного фуксова уравнения есть отображение {\displaystyle \pi _{1}(\mathbb {C} \mathrm {P} ^{1}\setminus \{z_{1},\dots ,z_{k}\})\to \mathrm {GL} (n,\mathbb {C} )}. Поскольку фундаментальная группа сферы с несколькими проколами свободная, можно задавать такое представление, связав с каждым проколом, кроме одного, комплексную матрицу (тогда монодромия вокруг оставшегося прокола будет матрицей, обратной к произведению известных матриц монодромии, взятых в правильном порядке). Знаменитая проблема Римана — Гильберта спрашивает, можно ли по всякому наперёд заданному набору проколов и матриц монодромии вокруг оных восстановить линейное фуксово уравнение. Она была положительно решена Племелем в 1908 году, пока Ильяшенко не обнаружил, что для того, чтобы это решение было верным, необходимо, чтобы хотя бы одна матрица монодромии была диагонализуема. После этого в 1989 году Болибрух построил контрпример, тем самым дав отрицательное решение классического варианта проблемы Римана — Гильберта.

## Монодромия накрытий
Пожалуй, самое простое понятие монодромии возникает в топологии, а именно в теории накрытий. Пусть {\displaystyle p\colon Y\to X} — накрытие (у которого база линейно связна, а тотальное пространство, быть может, несвязно), и {\displaystyle x,x'\in X} — две точки в базе. Соединив их путём {\displaystyle \gamma }, и поднимем этот путь в тотальное пространство накрытия. Этот подъём будет зависеть от выбора прообраза точки {\displaystyle y(x)\in p^{-1}(x)}, но, по теореме о накрывающей гомотопии, не более того. В частности, выбор {\displaystyle y(x)} («граничного условия») однозначно определяет {\displaystyle y(x')}. Поставим пути {\displaystyle \gamma } в соответствие отображение {\displaystyle p^{-1}(x)\to p^{-1}(x')}, переводящее точку {\displaystyle y(x)} в соответствующую точку {\displaystyle y(x')} («отображение Коши»). Это отображение не зависит от гомотопического класса пути с прибитыми концами, в частности, если путь был петлёй, то он даёт перестановку слоя {\displaystyle p^{-1}(x)=Y_{x}}, зависящую только от гомотопического класса этой петли. Сопоставление гомотопическому классу петли перестановки слоя даёт отображение {\displaystyle \pi _{1}(X)\to {\mathfrak {S}}(Y_{x})}, которое, как легко проверить, является гомоморфизмом групп. Этот гомоморфизм называется представлением монодромии, а его образ — группой монодромии.

Риманова поверхность для функции

Исторически теория накрытий была формализована именно в связанных с монодромией дифференциальных уравнений работах Римана, где он формализовывал понятие многозначной функции. Его накрытиями были накрытия проколотой сферы Римана, на которых «многозначные функции» становились бы хорошо знакомыми однозначными функциями, а различные значения многозначных функций в одной точке были бы просто её значениями на всех прообразах этой точки в накрытии. Например, для двузначной функции {\displaystyle {\sqrt {z}}} соответствующим накрытием является двулистное накрытие сферы Римана, проколотой в точках {\displaystyle 0} и {\displaystyle \infty }, для комплексного логарифма — универсальное накрытие того же самого. Группами монодромии в данных случаях служат соответственно группы {\displaystyle \mathbb {Z} /2\mathbb {Z} } и {\displaystyle \mathbb {Z} }. Аналогично {\displaystyle m}-листное накрытие сферы с двумя проколами соответствует {\displaystyle m}-значной функции {\displaystyle {\sqrt[{m}]{z}}} и имеет группу монодромии {\displaystyle \mathbb {Z} /m\mathbb {Z} }, так что имеет смысл говорить о логарифме как о «корне бесконечной степени».

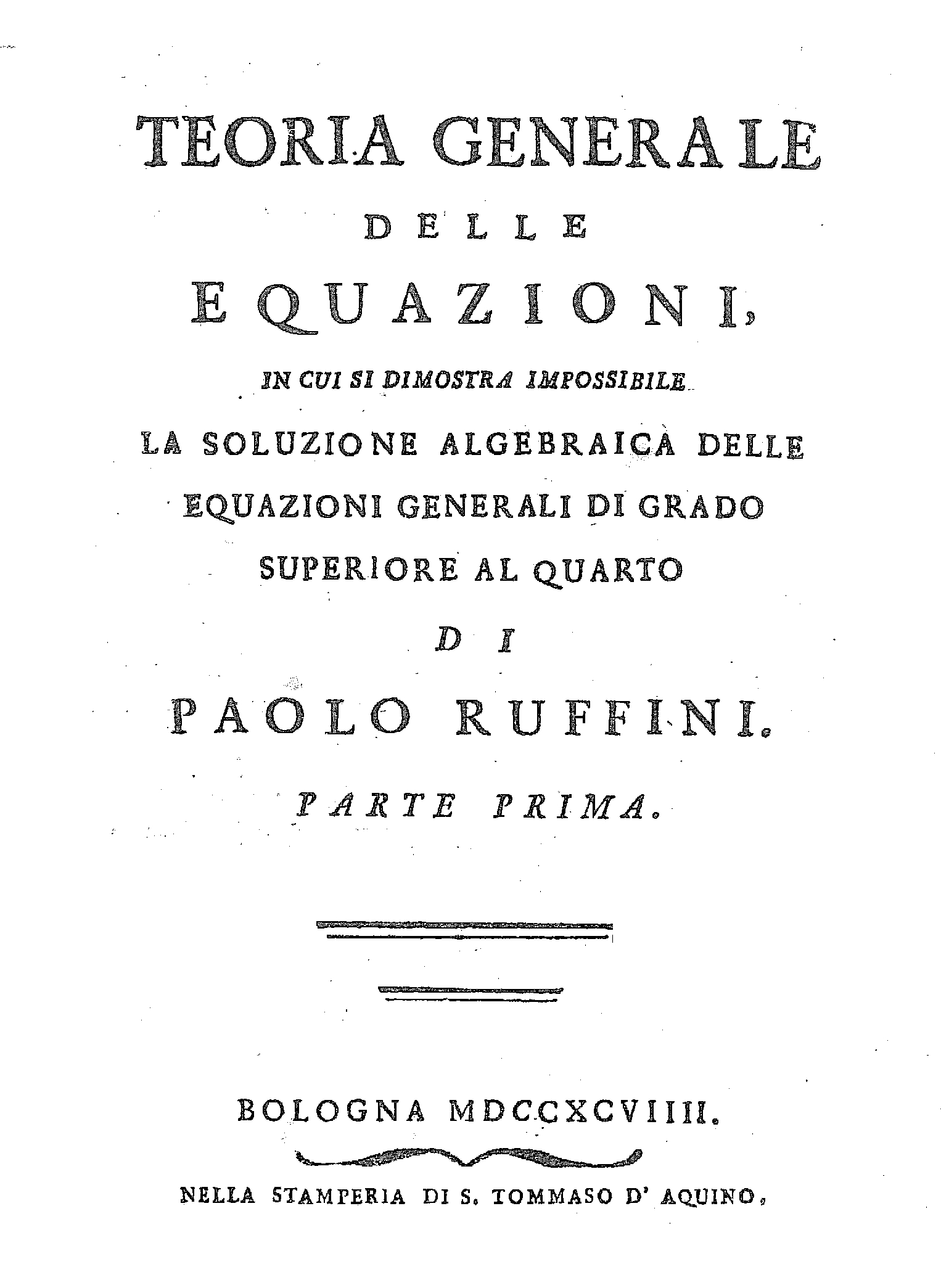
Титульный лист работы Руффини «Teoria generale delle equazioni», в которой явление монодромии было приложено к доказательству неразрешимости в радикалах уравнений пятой степени

Рассмотрим многозначную функцию {\displaystyle y=y(x)}, заданную условием {\displaystyle x=P(y)}, где {\displaystyle P} — достаточно общий многочлен степени {\displaystyle n}. Накрытие, на котором функция {\displaystyle y} становится однозначной, имеет {\displaystyle n} листов, так что его группа монодромии является подгруппой симметрической группы {\displaystyle {\mathfrak {S}}_{n}}, и для достаточно общего многочлена она исчерпывает всю симметрическую группу. Разрешимость уравнения {\displaystyle P(t)=0} в радикалах (то есть представимость функции {\displaystyle y(x)} как композицию арифметических операций и взятий корней {\displaystyle m_{i}}-степеней) соответствует тому, что соответствующее накрытие получается как композиция накрытий с группами монодромии {\displaystyle \mathbb {Z} /m_{i}\mathbb {Z} }, иными словами, является разрешимой группой. Тот факт, что симметрические группы {\displaystyle {\mathfrak {S}}_{n}} разрешимы при {\displaystyle n<5}, соответствует разрешимости в радикалах уравнений вплоть до четвёртой, а неразрешимость группы {\displaystyle {\mathfrak {S}}_{5}} соответствует теореме Абеля — Руффини. Эта теорема заключает в себе самое раннее понятие о топологической природе монодромии.

## Монодромия плоских связностей
В дифференциальной геометрии понятие монодромии возникает как особый случай понятия голономии. Именно, пусть {\displaystyle E\to X} — некое расслоение, для простоты векторное, и {\displaystyle \nabla } — связность в нём. Тогда с каждым кусочно-гладким путём {\displaystyle \gamma \colon [0;1]\to X} можно связать операцию параллельного перенесения {\displaystyle E_{\gamma (0)}\to E_{\gamma (1)}} при помощи связности. В частности, если рассматривать замкнутые кусочно-гладкие петли с началом в точке {\displaystyle x}, это даст преобразование слоя, то есть элемент группы {\displaystyle \mathrm {GL} (E_{x})}. Поскольку класс кусочно-гладких петель замкнут относительно конкатенации, а обращение направления обхода петли даёт обратный эндоморфизм, то множество всех таких эндоморфизмов составляет группу. Эта группа называется группой голономии.
Если же вдобавок связность была плоской, то из теоремы Фробениуса, применённой к распределению горизонтальному распределению на тотальном пространстве {\displaystyle E} следует, что голономия вдоль петли не меняется при её малых деформациях, то есть зависит только от её гомотопического класса. Поэтому для плоских связностей имеет смысл говорить скорее о монодромии, нежели о голономии. В топологических терминах это соответствует следующему: из теоремы Фробениуса следует, что любой вектор в плоском расслоении локально продолжается до плоского сечения (такие сечения ещё называют горизонтальными, параллельными или ковариантно постоянными). Если рассмотреть тотальное пространство расслоения {\displaystyle E} с другой топологией (будем обозначать {\displaystyle E} с такой топологией {\displaystyle E'}), в которой базисом открытых множеств будут пересечения локальных горизонтальных сечений с открытыми подмножествами в {\displaystyle E}, то отображение проекции {\displaystyle E'\to X} будет на самом деле накрытием, и монодромия такого накрытия будет просто монодромией расслоения с плоской связностью.
Оригинальное, эйлеровское понятие монодромии для линейных дифференицальных уравнений первого порядка с комплексным временем можно получить, если рассмотреть тривиальное голоморфное расслоение над проколотой сферой Римана со связностью, соответствующей этому дифференциальному уравнению. Следует заметить, однако, что если уравнение было второго или большего порядка, то изыскать его интерпретацию в терминах некой плоской связности геометрической природы если и возможно, то является крайне нетривиальной задачей: например, немало трудов посвящено связи между гипергеометрическим уравнением и связностью Гаусса — Манина.
Идея того, как применять монодромию для неплоских связностей, развивается Богомоловым и его учениками. Рассмотрим для простоты риманову поверхность {\displaystyle X} с отмеченной точкой {\displaystyle x}, и рассмотрим категорию всевозможных конечных подмножеств {\displaystyle S\subset X}, не содержащих {\displaystyle x}, где морфизм {\displaystyle S\to S'} имеется, если только {\displaystyle S\supset S'} (если думать про объект {\displaystyle S} как про риманову поверхность {\displaystyle X}, из которой выкололи точки подмножества {\displaystyle S}, то морфизм будет просто тождественным вложением более проколотой поверхности в менее проколотую). Теперь применим к этой категории функтор в категорию групп {\displaystyle S\mapsto \pi _{1}(X\setminus S,x)}. Предел получившейся диаграммы групп будем обозначать {\displaystyle \Pi _{1}(X,x)}. Про эту группу можно неформально думать как про фундаментальную группу поверхности {\displaystyle X}, проколотой во всех точках, кроме {\displaystyle x}. Кусочно-гладкая петля, базированная в точке {\displaystyle x}, имеет хорошо определённый класс в этой группе, поскольку имеет его в фундаментальных группах всевозможных поверхностей, проколотых вне этой петли. Если {\displaystyle (E,\nabla )} — расслоение со связностью над {\displaystyle X}, то отображение, переводящее петлю в голономию связности вдоль неё, есть гомоморфизм {\displaystyle \Pi _{1}(X,x)\to \mathrm {GL} (E_{x})}, аналогичный представлению монодромии. На группе {\displaystyle \Pi _{1}(X,x)} может быть введена нетривиальная топология — именно, предел дискретных топологий вдоль описанной выше диаграммы. В таком случае связности будет соответствовать непрерывное представление, если эта связность была плоская вне нескольких точек (например, такова связность Леви-Чивиты для поверхности многогранника в {\displaystyle \mathbb {R} ^{3}}). В известной аналогии между римановыми поверхностями и числовыми полями такая группа {\displaystyle \Pi _{1}(X,x)} соответствует (однако, не буквально) проконечному пополнению группы Галуа.